# Leader nei touchdown su ricezione per stagione nella National Football League

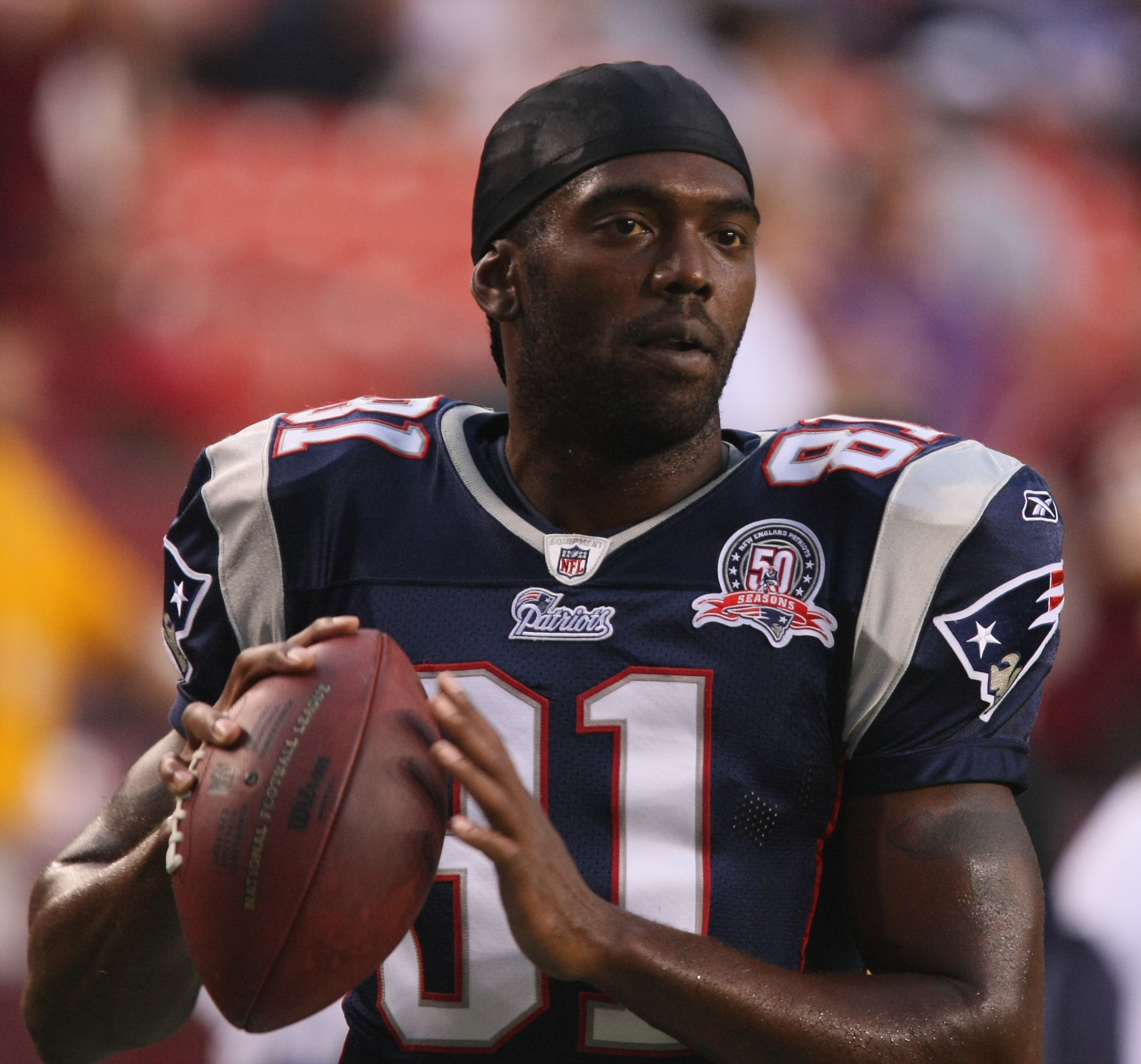
Randy Moss detiene il record NFL con 23 touchdown su ricezione nel 2007.

La National Football League iniziò a tenere ufficialmente traccia della statistica sui touchdown su ricezione a partire dalla stagione 1932. Dall'espansione del calendario a 12 partite nel 1961, solo una stagione (quella accorciata per sciopero del 1982) ha avuto un leader con meno di dieci touchdown su ricezione. Il record stagionale è di 23, stabilito da Randy Moss nel 2007; solo un altro giocatore (Jerry Rice) ha segnato 20 o più touchdown su ricezione in una stagione.
Don Hutson ha guidato la lega in touchdown su ricezione per nove volte, un record; Jerry Rice è al secondo posto con sei volte. Hutson detiene anche i record primato per le due maggiori strisce, quattro volte (1935-1938) e cinque volte (1940-1944). Segue Jerry Rice con tre vittorie consecutive dal 1989 al 1991.

## Lista
Legenda

    ^ Giocatore indotto nella Pro Football Hall of Fame

    * Giocatore in attività
| Anno | Giocatore          | Squadra              | TD | Gare | Nota  |
| ---- | ------------------ | -------------------- | -- | ---- | ----- |
| 1932 | Ray Flaherty ^     | New York Giants      | 5  | 12   | [ 2 ] |
| 1933 | Dale Burnett       | New York Giants      | 3  | 14   | [ 2 ] |
| 1933 | Ernie Caddel       | Pittsburgh Pirates   | 3  | 11   | [ 2 ] |
| 1933 | Luke Johnsos       | Chicago Bears        | 3  | 13   | [ 2 ] |
| 1933 | Bill Karr          | Chicago Bears        | 3  | 13   | [ 2 ] |
| 1933 | Shipwreck Kelly    | Brooklyn Dodgers     | 3  | 10   | [ 2 ] |
| 1933 | Johnny McNally ^   | Green Bay Packers    | 3  | 13   | [ 2 ] |
| 1933 | Kink Richards      | New York Giants      | 3  | 14   | [ 2 ] |
| 1934 | Bill Hewitt ^      | Chicago Bears        | 5  | 13   | [ 2 ] |
| 1935 | Don Hutson ^       | Green Bay Packers    | 6  | 12   | [ 2 ] |
| 1935 | Bill Karr          | Chicago Bears        | 6  | 12   | [ 2 ] |
| 1936 | Don Hutson ^       | Green Bay Packers    | 8  | 12   | [ 2 ] |
| 1937 | Don Hutson ^       | Green Bay Packers    | 7  | 11   | [ 2 ] |
| 1938 | Don Hutson ^       | Green Bay Packers    | 9  | 11   | [ 2 ] |
| 1939 | Jim Benton         | Cleveland Rams       | 7  | 11   | [ 2 ] |
| 1940 | Don Hutson ^       | Green Bay Packers    | 7  | 11   | [ 2 ] |
| 1941 | Don Hutson ^       | Green Bay Packers    | 10 | 11   | [ 2 ] |
| 1942 | Don Hutson ^       | Green Bay Packers    | 17 | 11   | [ 2 ] |
| 1943 | Don Hutson ^       | Green Bay Packers    | 11 | 10   | [ 2 ] |
| 1944 | Don Hutson ^       | Green Bay Packers    | 9  | 10   | [ 2 ] |
| 1945 | Frank Liebel       | New York Giants      | 10 | 10   | [ 2 ] |
| 1946 | Billy Dewell       | Chicago Cardinals    | 7  | 11   | [ 2 ] |
| 1947 | Ken Kavanaugh      | Chicago Bears        | 13 | 12   | [ 2 ] |
| 1948 | Mal Kutner         | Chicago Cardinals    | 14 | 12   | [ 2 ] |
| 1949 | Tom Fears ^        | Los Angeles Rams     | 9  | 12   | [ 2 ] |
| 1949 | Ken Kavanaugh      | Chicago Bears        | 9  | 12   | [ 2 ] |
| 1949 | Hugh Taylor        | Washington Redskins  | 9  | 12   | [ 2 ] |
| 1950 | Bob Shaw           | Chicago Cardinals    | 12 | 12   | [ 2 ] |
| 1951 | Elroy Hirsch ^     | Los Angeles Rams     | 17 | 12   | [ 2 ] |
| 1952 | Cloyce Box         | Detroit Lions        | 15 | 12   | [ 2 ] |
| 1953 | Pete Pihos ^       | Philadelphia Eagles  | 10 | 12   | [ 2 ] |
| 1953 | Billy Wilson       | San Francisco 49ers  | 10 | 12   | [ 2 ] |
| 1954 | Harlon Hill        | Chicago Bears        | 12 | 12   | [ 2 ] |
| 1955 | Harlon Hill        | Chicago Bears        | 9  | 12   | [ 2 ] |
| 1956 | Billy Howton       | Green Bay Packers    | 12 | 12   | [ 2 ] |
| 1957 | Jim Mutscheller    | Baltimore Colts      | 8  | 12   | [ 2 ] |
| 1958 | Raymond Berry ^    | Baltimore Colts      | 9  | 12   | [ 2 ] |
| 1958 | Tommy McDonald ^   | Philadelphia Eagles  | 9  | 12   | [ 2 ] |
| 1959 | Raymond Berry ^    | Baltimore Colts      | 14 | 12   | [ 2 ] |
| 1960 | Sonny Randle       | St. Louis Cardinals  | 15 | 12   | [ 2 ] |
| 1961 | Tommy McDonald ^   | Philadelphia Eagles  | 13 | 14   | [ 2 ] |
| 1962 | Frank Clark        | Dallas Cowboys       | 14 | 14   | [ 2 ] |
| 1963 | Terry Barr         | Detroit Lions        | 13 | 14   | [ 2 ] |
| 1963 | Gary Collins       | Cleveland Browns     | 13 | 14   | [ 2 ] |
| 1964 | Bobby Mitchell ^   | Washington Redskins  | 10 | 14   | [ 2 ] |
| 1964 | Johnny Morris      | Chicago Bears        | 10 | 14   | [ 2 ] |
| 1964 | Bucky Pope         | Los Angeles Rams     | 10 | 14   | [ 2 ] |
| 1965 | Bob Hayes ^        | Dallas Cowboys       | 12 | 14   | [ 2 ] |
| 1965 | Dave Parks         | San Francisco 49ers  | 12 | 14   | [ 2 ] |
| 1966 | Bob Hayes ^        | Dallas Cowboys       | 13 | 14   | [ 2 ] |
| 1967 | Home Jones         | New York Giants      | 13 | 14   | [ 2 ] |
| 1968 | Paul Warfield ^    | Cleveland Browns     | 12 | 14   | [ 2 ] |
| 1969 | Lance Rentzel      | Dallas Cowboys       | 12 | 14   | [ 2 ] |
| 1970 | Dick Gordon        | Chicago Bears        | 13 | 14   | [ 2 ] |
| 1971 | Paul Warfield ^    | Miami Dolphins       | 11 | 14   | [ 2 ] |
| 1972 | Gene Washington    | San Francisco 49ers  | 12 | 14   | [ 2 ] |
| 1973 | Harold Jackson     | Los Angeles Rams     | 13 | 14   | [ 2 ] |
| 1974 | Cliff Branch       | Oakland Raiders      | 13 | 14   | [ 2 ] |
| 1975 | Mel Gray           | St. Louis Cardinals  | 11 | 14   | [ 2 ] |
| 1975 | Lynn Swann ^       | Pittsburgh Steelers  | 11 | 14   | [ 2 ] |
| 1976 | Cliff Branch       | Oakland Raiders      | 12 | 14   | [ 2 ] |
| 1977 | Nat Moore          | Miami Dolphins       | 12 | 14   | [ 2 ] |
| 1978 | John Jefferson     | San Diego Chargers   | 13 | 16   | [ 2 ] |
| 1979 | Stanley Morgan     | New England Patriots | 12 | 16   | [ 2 ] |
| 1980 | John Jefferson     | San Diego Chargers   | 13 | 16   | [ 2 ] |
| 1981 | Alfred Jenkins     | Denver Broncos       | 13 | 16   | [ 2 ] |
| 1981 | Steve Watson       | Atlanta Falcons      | 13 | 16   | [ 2 ] |
| 1982 | Wes Chandler       | San Diego Chargers   | 9  |      | [ 2 ] |
| 1983 | Roy Green          | St. Louis Cardinals  | 14 | 16   | [ 2 ] |
| 1984 | Mark Clayton       | Miami Dolphins       | 18 | 16   | [ 2 ] |
| 1985 | Daryl Turner       | Seattle Seahawks     | 13 | 16   | [ 2 ] |
| 1986 | Jerry Rice ^       | San Francisco 49ers  | 15 | 16   | [ 2 ] |
| 1987 | Jerry Rice ^       | San Francisco 49ers  | 22 | 15   | [ 2 ] |
| 1988 | Mark Clayton       | Miami Dolphins       | 14 | 16   | [ 2 ] |
| 1989 | Jerry Rice ^       | San Francisco 49ers  | 17 | 16   | [ 2 ] |
| 1990 | Jerry Rice ^       | San Francisco 49ers  | 13 | 16   | [ 2 ] |
| 1991 | Jerry Rice ^       | San Francisco 49ers  | 14 | 16   | [ 2 ] |
| 1992 | Sterling Sharpe    | Green Bay Packers    | 13 | 16   | [ 2 ] |
| 1993 | Jerry Rice         | San Francisco 49ers  | 15 | 16   | [ 2 ] |
| 1993 | Andre Rison        | Atlanta Falcons      | 15 | 16   | [ 2 ] |
| 1994 | Sterling Sharpe    | Green Bay Packers    | 18 | 16   | [ 2 ] |
| 1995 | Cris Carter ^      | Minnesota Vikings    | 17 | 16   | [ 2 ] |
| 1995 | Carl Pickens       | Cincinnati Bengals   | 17 | 16   | [ 2 ] |
| 1996 | Michael Jackson    | Baltimore Ravens     | 14 | 16   | [ 2 ] |
| 1996 | Tony Martin        | San Diego Chargers   | 14 | 16   | [ 2 ] |
| 1997 | Cris Carter ^      | Minnesota Vikings    | 13 | 16   | [ 2 ] |
| 1998 | Randy Moss         | Minnesota Vikings    | 17 | 16   | [ 2 ] |
| 1999 | Cris Carter ^      | Minnesota Vikings    | 13 | 16   | [ 2 ] |
| 2000 | Randy Moss         | Minnesota Vikings    | 15 | 16   | [ 2 ] |
| 2001 | Terrell Owens      | San Francisco 49ers  | 16 | 16   | [ 2 ] |
| 2002 | Terrell Owens      | San Francisco 49ers  | 13 | 16   | [ 2 ] |
| 2003 | Randy Moss         | Minnesota Vikings    | 17 | 16   | [ 2 ] |
| 2004 | Muhsin Muhammad    | Carolina Panthers    | 16 | 16   | [ 2 ] |
| 2005 | Marvin Harrison    | Indianapolis Colts   | 12 | 16   | [ 2 ] |
| 2005 | Steve Smith *      | Carolina Panthers    | 12 | 16   | [ 2 ] |
| 2006 | Terrell Owens      | Dallas Cowboys       | 13 | 16   | [ 2 ] |
| 2007 | Randy Moss         | New England Patriots | 23 | 16   | [ 2 ] |
| 2008 | Larry Fitzgerald * | Arizona Cardinals    | 12 | 16   | [ 2 ] |
| 2008 | Calvin Johnson *   | Detroit Lions        | 12 | 16   | [ 2 ] |
| 2009 | Vernon Davis *     | San Francisco 49ers  | 13 | 16   | [ 2 ] |
| 2009 | Larry Fitzgerald * | Arizona Cardinals    | 13 | 16   | [ 2 ] |
| 2009 | Randy Moss         | New England Patriots | 13 | 16   | [ 2 ] |
| 2010 | Dwayne Bowe *      | Kansas City Chiefs   | 15 | 16   | [ 2 ] |
| 2011 | Rob Gronkowski *   | New England Patriots | 17 | 16   | [ 2 ] |
| 2012 | James Jones *      | Green Bay Packers    | 14 | 16   | [ 2 ] |
| 2013 | Jimmy Graham *     | New Orleans Saints   | 16 | 16   | [ 2 ] |
| 2014 | Dez Bryant *       | Dallas Cowboys       | 16 | 16   | [ 2 ] |
| 2015 | Allen Robinson *   | Jacksonville Jaguars | 14 | 16   | [ 2 ] |
| 2015 | Brandon Marshall * | New York Jets        | 14 | 16   | [ 2 ] |
| 2015 | Doug Baldwin       | Seattle Seahawks     | 14 | 16   | [ 2 ] |
| 2016 | Jordy Nelson *     | Green Bay Packers    | 14 | 16   | [ 2 ] |
| 2017 | DeAndre Hopkins*   | Houston Texans       | 13 | 15   | [ 2 ] |
| 2018 | Antonio Brown      | Pittsburgh Steelers  | 15 | 15   | [ 2 ] |
| 2019 | Kenny Golladay*    | Detroit Lions        | 11 | 16   | [ 2 ] |
| 2020 | Davante Adams*     | Green Bay Packers    | 18 | 16   | [ 2 ] |
| 2021 | Cooper Kupp*       | Los Angeles Rams     | 16 | 17   | [ 2 ] |
| 2022 | Davante Adams*     | Las Vegas Raiders    | 14 | 17   | [ 2 ] |
| 2023 | Mike Evans         | Tampa Bay Buccaneers | 13 | 17   |       |
| 2023 | Tyreek Hill *      | Miami Dolphins       | 13 | 17   |       |
| 2024 | Ja'Marr Chase*     | Cincinnati Bengals   | 17 | 17   |       |